# Carouge à ventre rouge
Genre
Espèce
Répartition géographique
Statut de conservation UICN

 VU  : Vulnérable
Le Carouge à ventre rouge (Hypopyrrhus pyrohypogaster), aussi appelé Quiscale à ventre rouge, est une espèce de passereau de la famille des ictéridés, l'unique représentante du genre Hypopyrrhus.

## Description

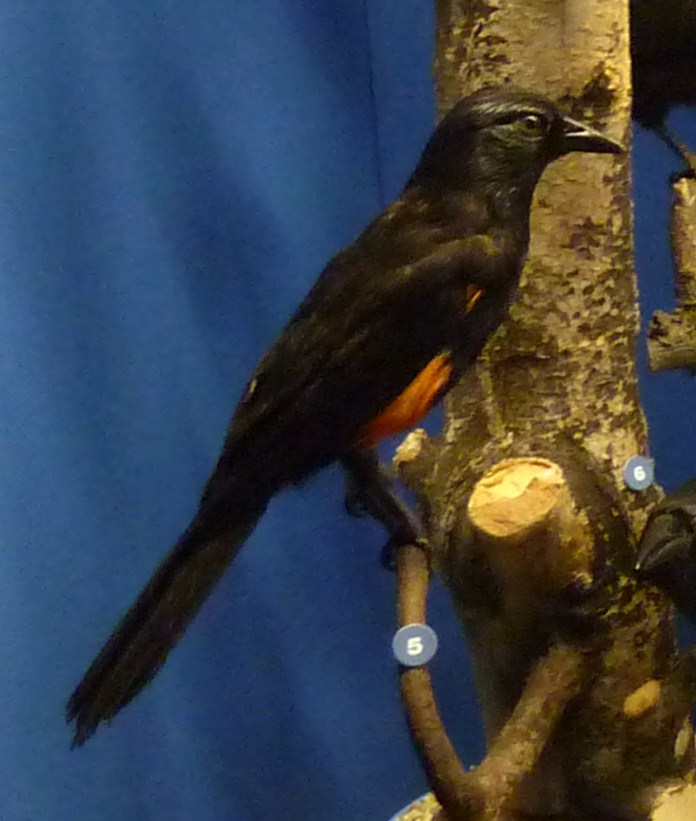
Individu naturalisé dans un musée

## Habitat
Le carouge à ventre rouge habite les forêts subtropicales humides, souvent le long des lisières.  Il fréquente également dans les habitats buissonneux et les forêts secondaires.

## Comportement
Le carouge à ventre rouge s’observe généralement en petits groupes familiaux de moins d’une douzaine d’individus et accompagné du Cassique à dos rouge, quelquefois du Geai vert, du Tityre masqué et de Tangaras.  Ces groupes sont bruyants et facilement repérables.

## Distribution
La distribution du Carouge à ventre rouge s’est réduite à la suite de la destruction de son habitat.  Il se retrouve à quelques endroits localisés dans les montagnes de la Colombie entre 800 et 2 400 mètres d’altitude.  On estime que si la fragmentation de son habitat se poursuit, il pourrait disparaître. 